# Stenoma astronoma
Stenoma astronoma es una especie de polilla del género Stenoma, orden Lepidoptera.
Fue descrita científicamente por Meyrick en 1909.

## Distribución
Se distribuye por Bolivia.